# NGC 4622
NGC 4622는 센타우루스자리에 있는 나선 은하이다. 기이한 형태를 가지고 있으며, 나선팔과 나선팔이 거의 붙어 있다.
NGC 4622 (보통 거꾸로 은하라고 부른다)는 약 2억 광년 떨어져 있다. NGC 4622는 나선팔 형태가 기이하며, 중심부터 나선팔의 회전을 잘 알 수 없다. 그러나 맨 바깥 나선팔은 나선팔의 회전을 확실하게 알 수 있다. 이것은 NGC 4622와 다른 은하 사이에 위치한 작은 천체 때문에 발생하는 것이다. 그러나 정작 그 천체는 확실하지 않다.